# Ежен Богарне
Еже́н Богарне́ (фр. Eugène de Beauharnais, 3 вересня 1781 — 21 лютого 1824) — французький політичний та військовий діяч, віце-король Італії у 1805—1814 роках, князь, герцог Лойхтенберзький.

## Життєпис

### Часи Республіки
Народився у 1781 році у Парижі у родині віконта Олександра Богарне та Жозефіни Роз Таше де ля Пажері. Замолоду привчався до політики, зокрема у 1790—1791 роках разом з батьком відвідує засідання Установчих зборів. З початком війни Австрії проти Франції у 1792 році батько зараховує свого сина до армії. Ежен разом з військом їде до Страсбурга, де розташовувався штаб Олександра Богарне. Втім останній не досить вправно воював проти ворогів країни, тому підпав під підозру у зраді й був страчений у 1794 році. Ежен Богарне опинився у скрутному становищі, мати фактично не займалася його вихованням. Становище Ежена покращилося після шлюбу Жозефіни з Наполеоном Бонапартом у 1796 році. Ежен став пасербом останнього.
Після 18 брюмера 1799 Бонапарт робить Богарне офіцером. Після цього бере участь в італійській кампанії, відзначившись у битві при Маренго. У 1802 стає полковником, а у 1804 — бригадним генералом.

### Часи Імперії
З проголошенням Франції імперією Богарне стає кавалером Ордену Почесного легіону, отримує у підпорядкування єгерські частини імператорської гвардії. У 1805 році призначається канцлером й отримує великого орла Почесного легіону. 7 червня 1805 року Наполеон I призначає Ежена Богарне віце-королем Італії. Того ж року на честь шлюбу Богарне з представницею баварських Вітельсбахів Наполеон надає своєму пасорбку титул князя Венеції. У 1806 стає її генерал-губернатором.
З початком нової війни з Австрією у 1809 році Еженові Богарне доручається оборона Італії. Спочатку від зазнав поразки при Сачиле, але незабаром у низці битв завдав поразки австрійським військам. Особливо значущою була перемога Богарне 8 травня біля П'яве. Після цього з'єднався з основною армією Франції, брав участь у битві при Раабі, разом із якою вступив до Відня. Вслід за цим Богарне рушив до Угорщину, під час маршу довідався про спробу хорватського військовика Ференца Елачича прийти на допомогу австрійцям. Тоді Богарне швидко рушив проти хорватів й змусив їх скласти зброю. Згодом Ежен 5-6 липня 1809 року бере участь у битві під Ваграмом.
Ежен Богарне негативно сприйняв звістку про розрив шлюбу матері з Наполеоном Бонапартом, навіть хотів залишити службу, проте зрештою погодився залишитися на посаді.
У 1812 на чолі 4 корпусу став учасником походу Наполеона I проти Росії. Тут стає учасником найбільш важливих битв цієї військової кампанії. після того, як Наполеон й Мюрат залишили армію, Ежен Богарне очолив відхід рештків Великої армії до Саксонії. У 1813 році повернувся до Італії, де намагається тримати цю країну під контролем. Йому довелося протистояти Австрії та Неаполю. У 1814 зумів завдати поразки у битві при Мінчо. Втім зрештою вирішив залишити Італію, розуміючи неможливість спротиву. Він 26 квітня 1814 року зрікається титулу віце-короля й перебирається до Баварії.

### Останні роки
Після зречення Наполеона I Ежен Богарне обмінює свої володіння в Італії на 5 млн франків, за які купує у Максиміліана I, короля Баварії, ландграфство Лейхтенберг (яке згодом стає герцогством) та князівство Айхштетське. В подальшому Ежен Богарне не бере участі у політичних подіях, зокрема відмовляється приєднуватися до Бонапарта під час Ста днів. За це отримує від короля Людовика XVIII звання пера. Богарне помер 21 лютого 1824 у Мюнхені.

## Родина
Дружина — Августа (1788—1851), донька Максиміліана I, короля Баварії
Діти:
- Жозефіна (1807—1876) — пошлюблена із королем Швеції та Норвегії Оскаром I з династії Бернадоттів, народила чотирьох синів та доньку.[3]
- Ежені (1808—1847) — пошлюблена з князем Константіном Гогенцоллерном-Хехінґенським, дітей не мала.[4]
- Огюст (1810—1835) — 2-й герцог Лейхтенберзький, одружений з Марією Португальською, помер не залишивши нащадків у віці 24 років.[5]
- Амелія (1812—1873) — одружена з імператором Бразилії Педру I, мали єдину доньку.[6]
- Теоделінда (1814—1857) — пошлюблена з 1-м герцогом Урахським Вільгельмом, народила чотирьох доньок.[7]
- Кароліна (1816) — вмерла немовлям.
- Максиміліан (1817—1852) — 3-й герцог Лейхтенберзький, пошлюблений з Марією Миколаївною, донькою російського імператора Миколи I, мав чотирьох синів та три доньки.[8]